# James Mitchell (homme politique australien)
Pour les articles homonymes, voir James Mitchell et Mitchell.
James Mitchell (né le 27 avril 1866 - mort le 26 juillet 1951) est un homme politique australien. Il a été le 13e Premier ministre d'Australie-Occidentale et le 22e Gouverneur d'Australie-Occidentale de 1948 à 1951.

## Biographie
Mitchell est l'aîné de treize enfants, élevés à Bunbury (Australie-Occidentale). En 1885, il travaille pour la Western Australian Bank, puis devient plus tard fermier.
En 1888, Mitchell épouse Clara Robinson Spencer, fille de William Spencer (en). Le couple demeure marié 61 ans, jusqu'au décès de Clara en octobre 1949.
En 1906, le premier ministre de l'État Newton Moore nomme Mitchell comme ministre honoraire à l'expansion de l'agriculture. En 1909, Mitchell est promu et obtient les portefeuilles des terres et de l'agriculture. Il recrute William Lowrie comme directeur de l'agriculture.